# 中根 (目黑區)
中根（日语：／ Nakane */?）是東京都目黑區的地名，設一丁目與二丁目。2013年7月1日為止的人口有6,555人。郵遞區號152-0031。

## 地理
位於目黑區西南部，是荏原台台地往呑川的斜坡。北至目黑通，接柿之木坂、八雲。東鄰平町。南鄰自由之丘、綠丘。西鄰八雲。東邊有呑川本流綠道。此外町域內有自由通與中根小通貫穿。東北部都立大學站附近多商店，其他以住宅為主。

## 歷史
中根在江戶時代是目黑六村之一的衾村小字名。1889年（明治22年）施行町村制，為「中根西」。1932年（昭和7年）施行區制施行，為「中根町」。1965年（昭和40年）實施住居表示，為「中根一丁目、二丁目」。但在經歷了多次的區劃整理後，現在與過去的「中根」範圍已大不相同。

### 地名由來
中根古時屬目黑六村之一的衾村。衾村位於高地上，而其中央地區則是低地。「中」代表此地位於村的中央。「根」意為山坡與平地的交界處。

## 交通
東北部有東急東橫線都立大學站。另可利用北部目黑通的路線巴士。

## 設施
- 目黑區立中根公園
- 立源寺
- 五光製作所
- 牧野機床

## 備註
1. ↑  .   [2013-08-06]. （原始内容存档于2020-05-03）.
2. 1 2 3  .   [2013-08-06]. （原始内容存档于2011-07-17）.